# Прохождение сквозь пламя: одиссея 1942 года
«Прохождение сквозь пламя: одиссея 1942 года» (англ. Transit through Fire: An Odyssey of 1942) — канадская опера, написанная в 1942 году по заказу CBC Radio на либретто Джона Коултера композитором Хили Уилланом и оркестрованная Лучо Агостини. Первая опера, написанная по заказу канадского радио, в некоторых источниках рассматривается как первая канадская опера.
Либретто оперы было создано по заказу CBC Radio Джоном Коултером и положено на музыку Хили Уилланом. Сам Коултер характеризовал сюжет произведения как документальное отражение тяжелой судьбы молодых людей в годы Великой депрессии, которым не удается найти свое место в обществе после окончания школы и профессиональной учебы, пока эту ситуацию не меняет война. Работа над короткой оперой (4 сцены с прологом, общая продолжительность 1 час) заняла у авторов три месяца в конце 1941 и начале 1942 года, после чего произведение за короткий срок оркестровал Лучо Агостини.
Премьерная трансляция оперы состоялась 8 марта 1942 года, в ней участвовали певцы Норман Черри, Фрэнсис Джеймс, Чарльз Джордан, Дж. Кэмпбел Макиннес, Уильям Мортон и Говард Скотт, хором и оркестром дирижировал Эрнест Макмиллан. В феврале 1943 года состоялось концертное исполнение оперы в Торонтском университете (дирижер Этторе Мадзолени). Опера была тепло принята публикой, что побудило Си-би-си поручить Коултеру и Уиллану еще один совместный проект — теперь уже полномасштабную оперу продолжительностью три часа. Работа над этим произведением, получившим название «Дейрдре, дочь печалей» (англ. Deirdre of the Sorrows), продолжалась почти три года, его премьера состоялась в 1946 году, и позже Уиллан оценивал его как свою самую большую творческую удачу.